# 2014년 태국 대리모 논란
2014년 태국 대리모 파동(영어: 2014 Thai surrogacy controversy)은 2014년에 태국에서 벌어진 대리모에 대한 논란이다.
태국인 여성이 호주인의 의뢰를 받아 쌍둥이를 임신했는데 딸은 정상이지만 아들이 다운증후군으로 드러나자, 의뢰한 부부가 아들을 낙태할 것을 요구했다. 대리모는 낙태는 살인이라며 이를 거부했다.
아이가 2013년에 태어나자 호주인 부부는 1월 3일에 정상아만 데려가 논란이 되었다.
대리모는 자신의 친자녀와 함께 이 아이를 키울 뜻을 밝혔고 국제적인 시민단체에서 가미를 위해 모금을 했다.
2014년 8월엔 시게타 미쓰토키(重田康光)라는 일본의 젊은 억만장자가 일본인이 아닌 다양한 인종 여성들의 난자와 태국인 대리모를 통해 자식 16명을 출산한 사실이 드러나 파장이 일었다.
태국 군정당국은 상업적 대리모출산을 금지시켰다.